# Abaí (ópera)

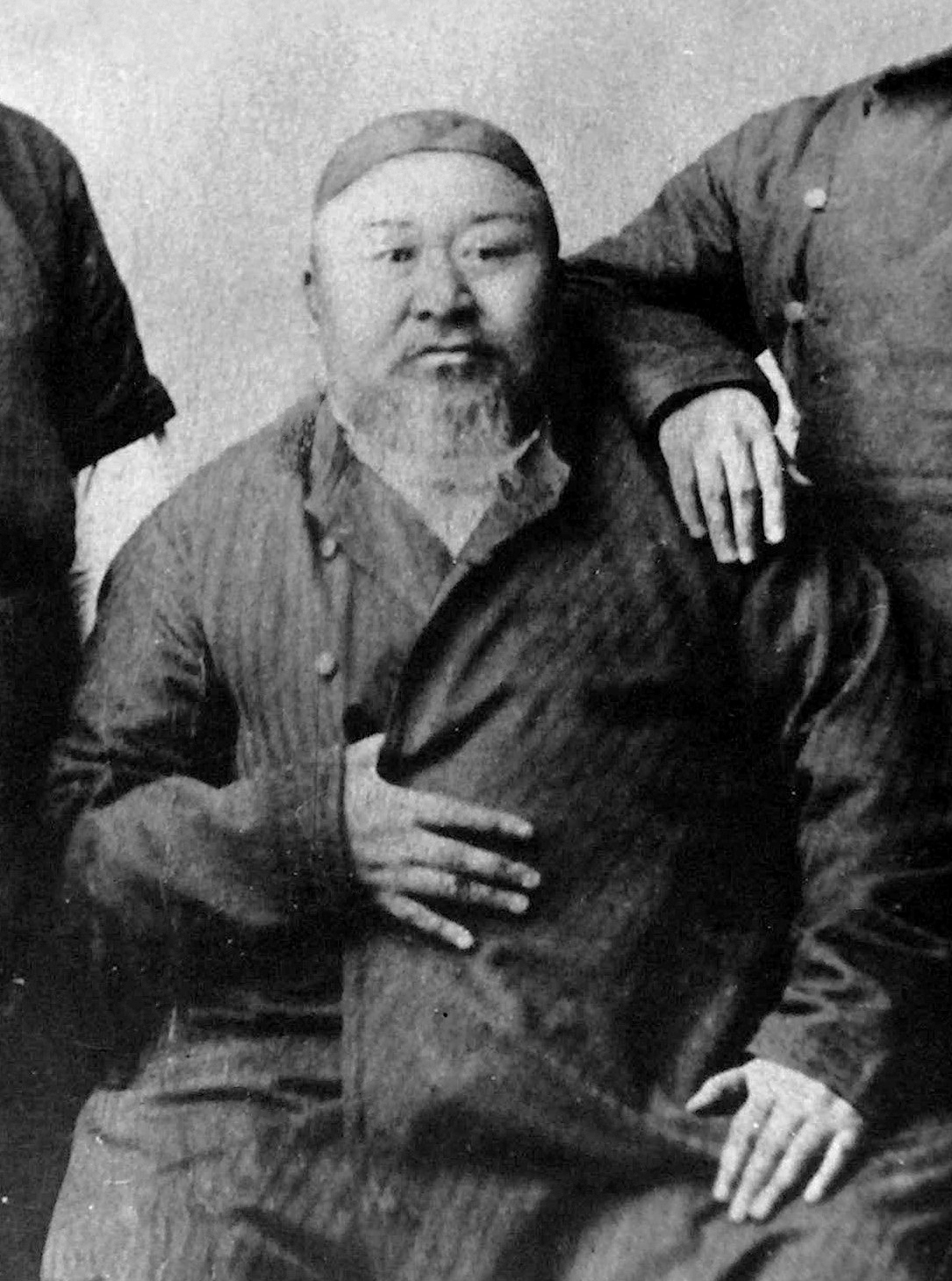
Retrato de Abaí

Abaí (Абай en kazajo) es una ópera kazaja creada por Latif Khamidi y Akhmet Zhubanov y basada en el libreto de Mukhtar Auezov, la cual está inspirada a su vez en la vida del poeta Abaí Qunanbaiuli
Compuesta por dos actos, fue estrenada el 24 de diciembre en la Academia Teatral Kazaja de Ópera y Ballet en conmemoración del centenario del nacimiento de Qunanbaiuli. Está considerada "una de las óperas en idioma kazajo más bellas que se hayan escrito".

## Historia
La primera obra estuvo al mando del director K. Zhandarbekov. El primer elenco principal estuvo compuesto por Rishat Abdulin (como Abaí), Kulyash Baisseitova (como Azhar) y Anuarbek Umbetbayev (como Aidar).
En 1958 fue estrenada en Moscú y en 1986 en Berlín y Dresde, RDA. En 2014 fue representada en el Teatro de los Campos Elíseos de París.

## Acto
Abaí ayuda a uno de sus discípulos: Aidar y a su prometida Azhar a superar los obstáculos que supone su boda, sin embargo un rival envenena al joven Aidar.